# Факультет педагогічної освіти Львівського національного університету імені Івана Франка
Факультет педагогічної освіти — структурний підрозділ Львівського національного університету імені Івана Франка, що здійснює підготовку фахівців у галузі освіти.

## Історія
Факультет було створено у 2015 році шляхом об'єднання трьох кафедр — загальної та соціальної педагогіки, корекційної педагогіки та інклюзії і початкової та дошкільної освіти. Педагогічна освіта у Львівському університеті була започаткована в 1812 році, коли у навчальній програмі з'явився курс під назвою «Педагогіка» або «Наука про виховання». Він був частиною богословської підготовки і ґрунтувався на австрійських підручниках А. Г. Немаєра та Е. Мільде. Перші лекції з педагогіки для студентів філософського і теологічного факультетів читав випускник Празького університету Вацлав (Вензель) Міхал Фойґт, який був першим викладачем цієї дисципліни також і в Краківському університеті. Протягом першої половини XIX ст. професорами педагогіки були віце-ректор греко-католицької духовної семінарії Ян Фредерович, теолог і релігійний діяч Йосиф Ярина, фахівець з естетики та ораторського мистецтва Ігнацій Поллак, майбутній греко-католицький митрополит Григорій Яхимович, богослови Франц Амтманн і Людвіг Малиновський, а також греко-католицький церковний діяч Франц Костек.
На філософському факультеті педагогіку викладали: професор Євсевій Черкавський (1871—1892), професор Александер Скурський (1892—1902), доцент Антоній Даниш (1892—1902), професор Болеслав Маньковський. (1903—1921), доцент Зигмунт Кукульський (1926—1928), доцент Казимир Сосніцький (1934—1939), професор Богдан Суходольський (1937—1939), доцент Стефан Трухім (1939). Тематика навчальних курсів: «Загальна педагогіка», «Практична педагогіка», «Педагогічні вправи», «Педагогічна психологія», «Гімназійна педагогіка», «Основи дидактики» та ін. Навчальні дисципліни психолого-педагогічного циклу викладали доцент Юліан Охорович (1875—1882) і професор Казимир Твардовський (1902—1930).
У 1907 р. зусиллями Б. Маньковського створено Педагогічний семінарій — автономну структурну одиницю у складі філософського факультету. Студенти слухали лекційні курси з педагогічних дисциплін, проходили педагогічну практику у середніх навчальних закладах міста.
У 1923 р. на філософському (від 1934 р. гуманітарному) факультеті створена кафедра історії освіти і шкільництва. Її керівником став професор історії польської літератури Варшавського університету Станіслав Лемпіцький. Йому допомагали відомі згодом у повоєнній Польщі вчені — доцент Антоній Кнот і асистент Лукаш Курдибаха.
У 1934 році створено Кафедру педагогіки, яку в 1937 р. очолив професор Богдан Суходольський. Розвиток підрозділу перервала Друга світова війна.
На теологічному факультеті до 1918 року студенти слухали лекції з педагогіки та з катехитики і методики; з 1885 року — окремо українською (Йосиф Делькевич та Іван Бартошевський) і польською (Марцелій Паливода і Блажей Яшовський) мовами. Діяв семінарій з катехитики і методики.
Від 1939 р. почала функціонувати кафедра педагогіки і психології, яка отримала статус загальноуніверситетського підрозділу. У її складі певний час працювали викладачі логіки і методики викладання шкільних навчальних дисциплін. Від 1960-х рр. кафедра остаточно набула педагогічного спрямування. При кафедрі створені лабораторія технічних засобів навчання, психологічна лабораторія, організовано психолого-педагогічний семінар для викладачів вищих шкіл м. Львова, психолого-педагогічне відділення учнівської Малої Академії наук.
Викладачі кафедри читали базові психолого-педагогічні предмети, численні спецкурси, активно займалися науковою роботою. Кафедра стала центром вивчення педагогічної спадщини Антона Макаренка. До 1985 року видано 11 макаренкознавчих збірників, ініціаторові цих видань доценту Федору Науменку присвоєно почесне звання доктора філософії Марбурзького університету в Німеччині. Побачили світ монографії В. Савинця «Іван Франко і сучасна йому педагогічна думка в Галичині» (1961), Ф. Науменка «Школа Київської Русі» (1965), Є. Сявавко «Українська етнопедагогіка в її історичному розвитку» (1974), Л. Баїка «За освіту для трудящих» (1983) та ін. У різні роки завідувачами кафедри були Федір Науменко, Сергій Смолінський, Митрофан Година, Галина Паперна, Василь Савинець, Борис Тимохін та Лев Баїк.
У 1991 році кафедру розділено на дві окремі — кафедру психології, яка увійшла в структуру філософського факультету і кафедру педагогіки, що залишила за собою загальноуніверситетський статус.
У 1991—1999 роках кафедру очолював професор Євген Клос, від 1999 р. — доцент Дмитро Герцюк. Роки самостійності кафедри ознаменувалися розвитком наукового і дидактичного потенціалу академічної педагогіки у Львівському університеті. Тіснішою стала взаємодія зі студентами, активнішими стали стосунки з закордонними колегами. У 2007 році рішенням Вченої ради Львівського університету Кафедра педагогіки змінила назву на Кафедра загальної і соціальної педагогіки. У 2015 році склалися сприятливі умови для її об'єднання з двома кафедрами Педагогічного коледжу у новий факультет. 28 січня 2015 року Вчена рада Львівського національного університету імені Івана Франка одноголосно ухвалила рішення про відкриття факультету педагогічної освіти. Дмитра Герцюка було обрано деканом факультету. У 2019 році відкрилися нові магістерські програми, розширився набір до аспірантури. Зазнали реорганізації кафедри факультету.

## Адміністрація
- Декан факультету педагогічної освіти — доц. Герцюк Дмитро Дмитрович
- Заступник декана  — доц. Нос Любов Степанівна
- Заступник декана  — доц. Породько Мар'яна Ігорівна

## Кафедри
- Кафедра загальної педагогіки та педагогіки вищої школи
- Кафедра початкової та дошкільної освіти
- Кафедра соціальної педагогіки та соціальної роботи
- Кафедра спеціальної освіти
- Кафедра фізичного виховання та спорту

## Лабораторії
- Науково-навчальна лабораторія музейної педагогіки
- Кабінет розвивальних технологій
- Навчально-наукова лабораторія Нової української школи
- Ресурсний центр з інклюзивної освіти

## Наукові видання факультету
- Вісник Львівського університету. Серія педагогічна
- Альманах "Товариство «Рідна Школа»
- Матеріали Звітної конференції факультету педагогічної освіти

## Спеціальності
Факультет здійснює підготовку бакалаврів за спеціальностями «Дошкільна освіта», «Початкова освіта», «Спеціальна освіта» та «Соціальна робота», і магістрів за спеціальностями «Освітні, педагогічні науки», «Дошкільна освіта», «Початкова освіта», «Спеціальна освіта» та «Соціальна робота».